# Heteromorpha
Heteromorpha, biljni rod iz porodice štitarki, smješten u tribus Heteromorpheae. Postoji osam priznatih vrsta koje rastu poglavito po Africi, te na jugu Arapskog poluotoka.
Rod je opisan 1826., a tipična je vrsta H. arborescens, malo do srednje veliko drvo s krajnjeg juga Afrike.

## Vrste
1. Heteromorpha arborescens (Spreng.) Cham. & Schltdl.
2. Heteromorpha gossweileri (C.Norman) C.Norman
3. Heteromorpha involucrata Conrath
4. Heteromorpha montana (P.J.D.Winter) J.E.Burrows
5. Heteromorpha occidentalis P.J.D.Winter
6. Heteromorpha papillosa C.C.Towns.
7. Heteromorpha pubescens Burtt Davy
8. Heteromorpha stenophylla Welw. ex Schinz

## Sinonimi
- Aframmi C.Norman
- Franchetella Kuntze